# Borrmaskin

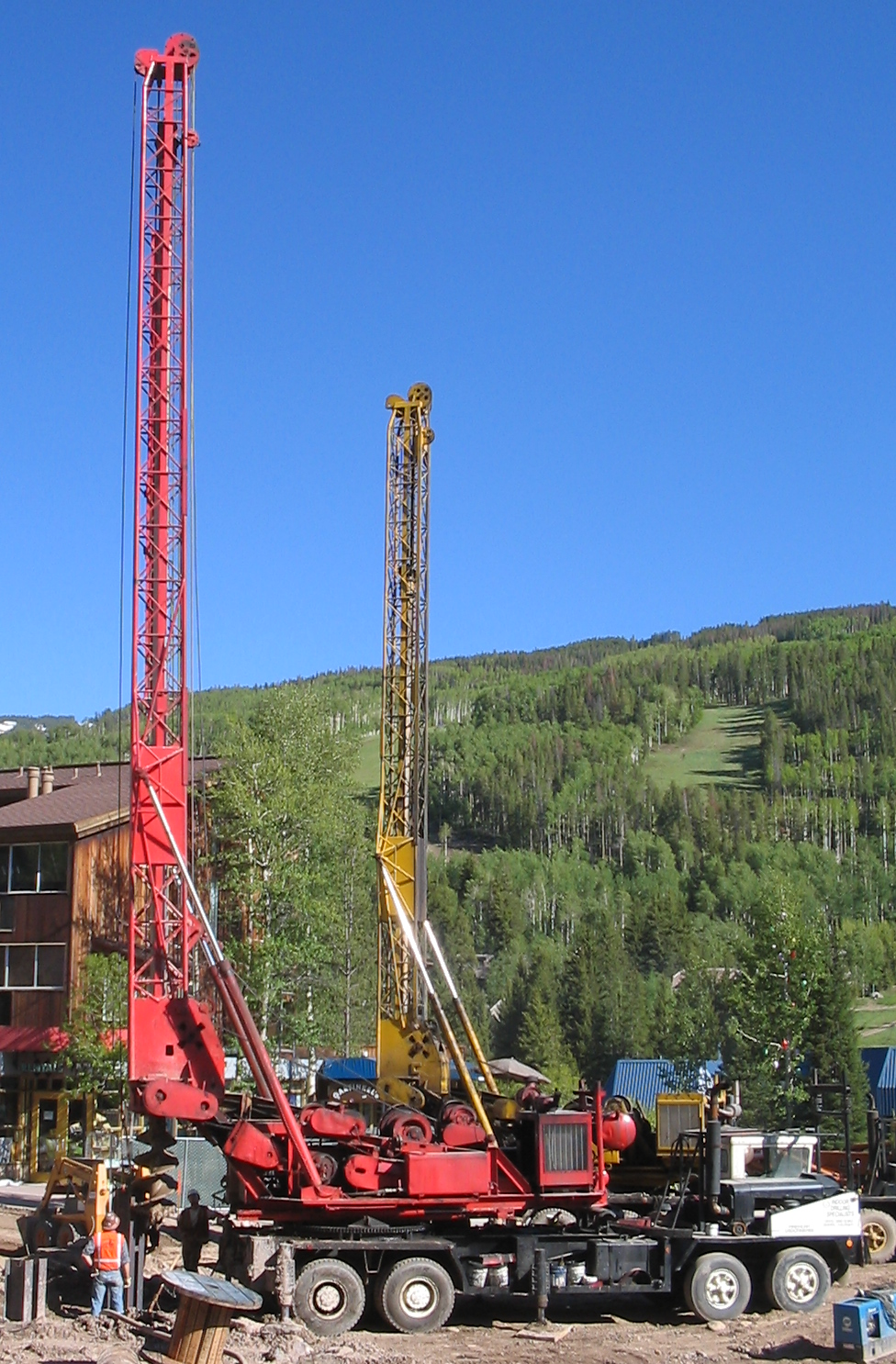
Mobil borrmaskin i Colorado, USA

Borrmaskin är ett roterande maskinverktyg som oftast drivs med elektricitet, pneumatik eller hydraulik. Matningsrörelsen är axiell. Kopplat till verktyget sitter ett borrverktyg som oftast är spiralvridet för att skärspånorna enklare ska matas ut ur borrhålet. I vardagligt tal benämns en borrmaskin ibland som en borr eller ett borr (särskilt ett borrstål).

## Historia

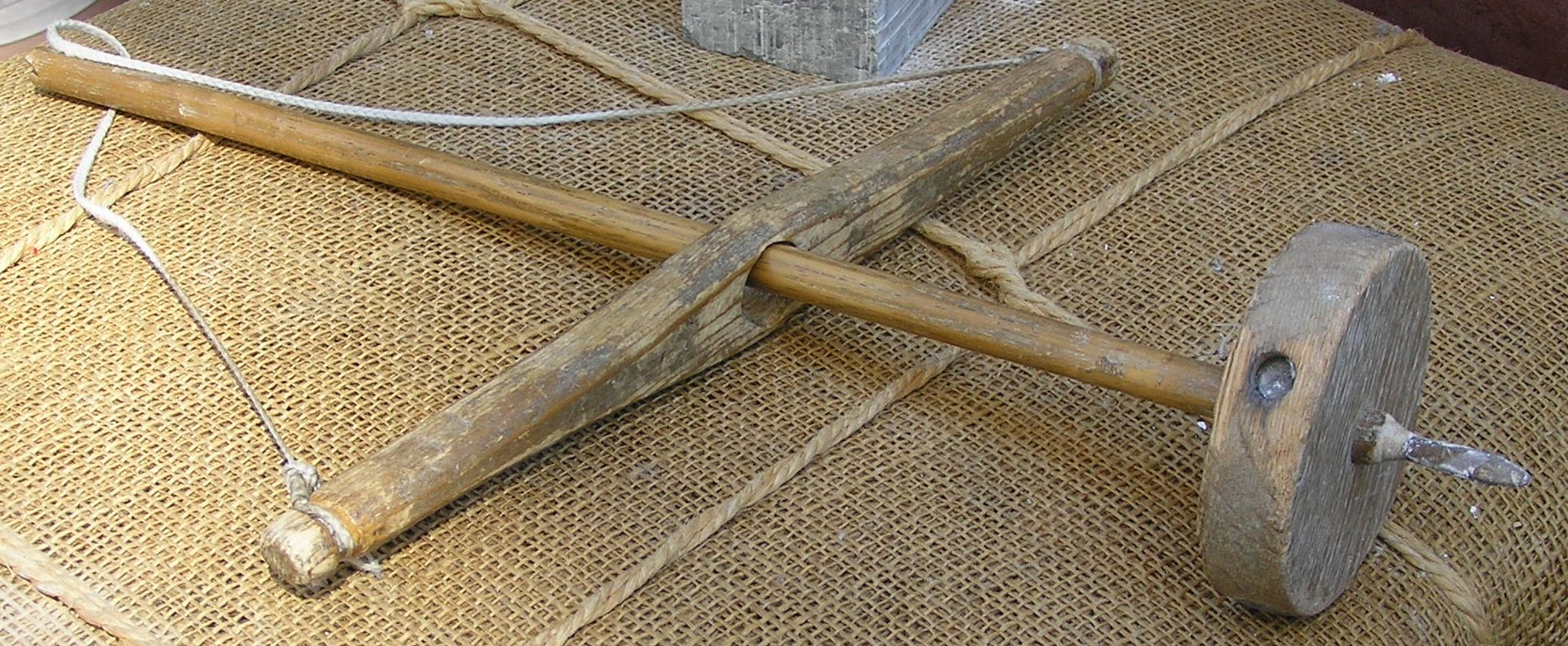
Tidig borrmaskin.

De tidigaste borrmaskinerna var förmodligen olika typer av eldborrar. Den moderna elektriska borrmaskinens fäder uppges vara:
- Arthur James Arnot [2] 1889, i Melbourne, Australien och
- Wilhelm Fein [3] 1895, i Stuttgart, Tyskland.
- Black & Decker, patenterade 1917 en sorts avtryckare monterad på borrmaskinens handtag.

## Mobil eller stationär
Borrmaskiner kan vara både mobila och stationära och i olika storlek till det arbete de ska utföra (storlek på hål). Borrstorleken (diametern) kan vara allt från delar av millimeter till flera meter vid till exempel tunnelborrning. Som synes av exemplen så har flyttbarheten inte så stor påverkan på borrhålets diameter eller borrmaskinens stabilitet.

## Mobila men stabila

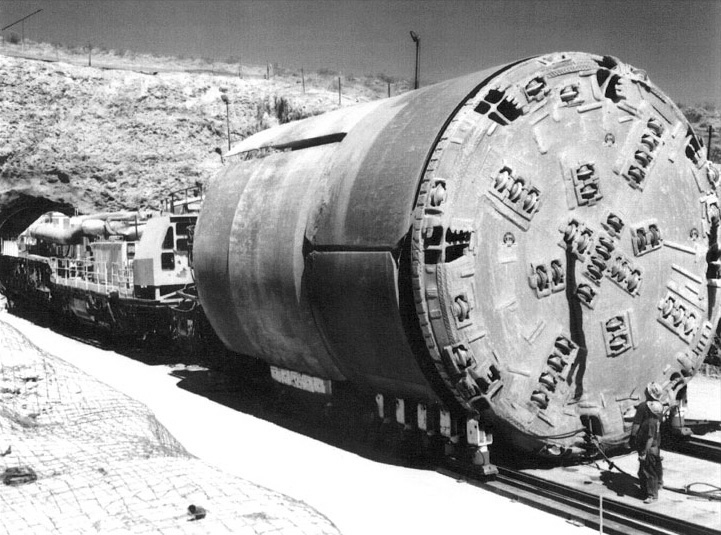
Tunnelborrmaskin

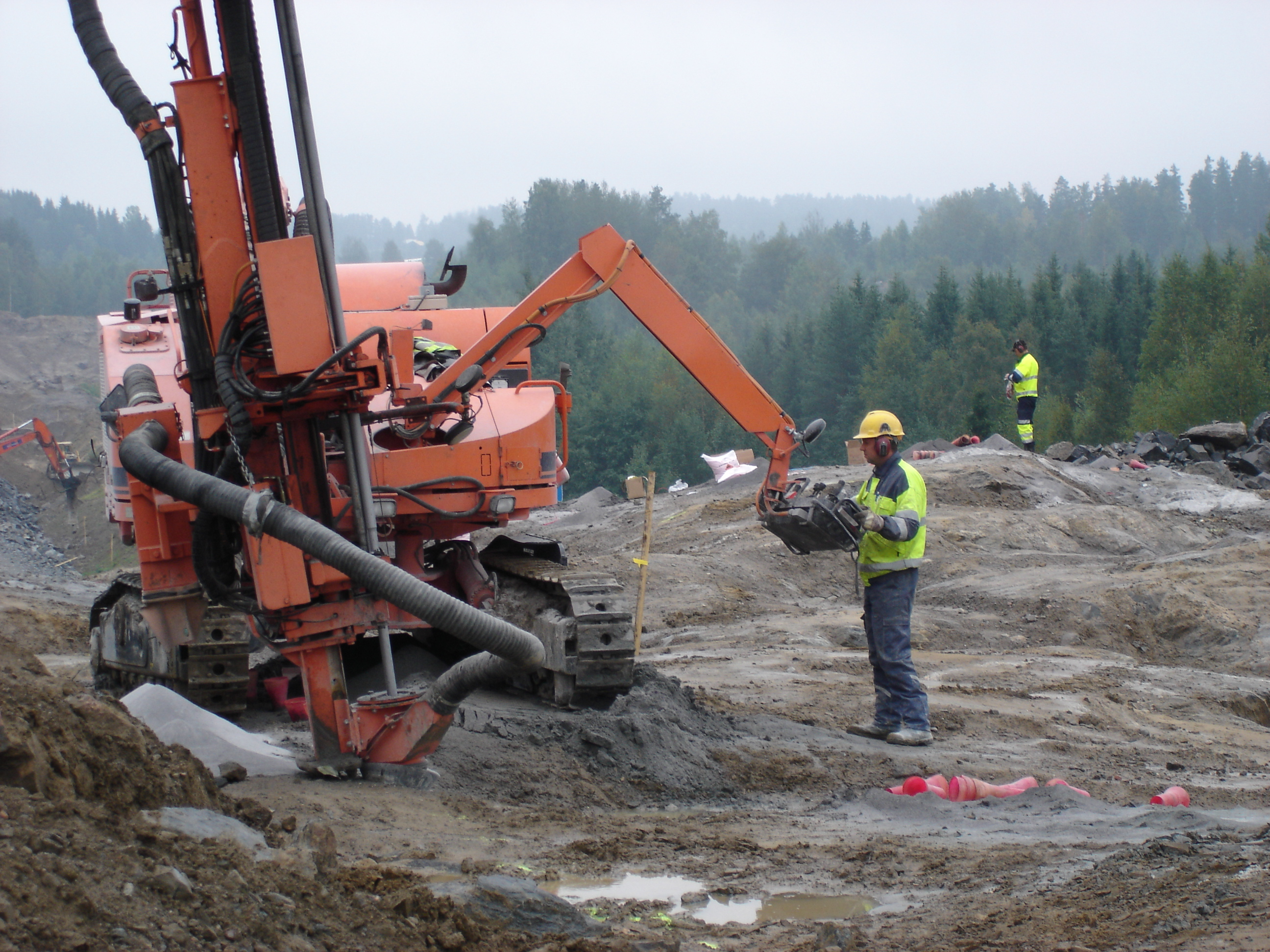
Sprängningsborrning

När det finns behov av att borra långa, stora eller noggranna hål på till exempel maskindelar, som det inte blir kostnadseffektivt att flytta, finns det alternativa lösningar:
- Mobil metallborrmaskin som kläms eller skruvas fast i maskinenheten.
- Magnetborrmaskin med integrerad elektromagnet, kraftig nog att fungera även på vertikala ytor.
- Diamantborrmaskin med vakuumpumps-stativ.[4]

Jordskorpans olika material har anpassade maskiner efter material, storlek och längd på hål.

Mobila borrmaskiner finns för olika ändamål, exempelvis borrning för;
- Bergvärmeborrning (Bergvärme)
- Vattenborrning (Vatten)
- Oljeborrning (Olja)
- Sprängningsborrning (Bergsprängning)
- Gasborrning (Naturgas)
- Gruvborrning (Gruva)
- Jordborrning (Jordart)

## Stationära borrmaskiner
Borrning kan göras i en mängd olika typer av stationära maskiner som är mer eller mindre specialiserade för borrning. Renodlade borrmaskiner kan vara pelarborrmaskin, bänkborrmaskin. Fördelar med stationära maskiner jämfört med handmaskiner:
- Kraften som fordras vid borrningen är betydligt mindre för operatören som arbetar med hjälp av en hävarm kopplad till en utväxling, eller helt maskinell matning via en växellåda.
- Borrbord där man kan spänna fast arbetsstycket säkert och ibland även steglöst förflytta det i förhållande till borret för högre positionsnoggrannhet.
- Borrvinkeln som man annars manuellt får syfta är nu mekaniskt styrd i inställd vinkel.
- Växellåda medger ett stort och stabilt urval av hastigheter för att optimera effektiv skärhastighet.

Andra exempel på stationära maskiner där borrning kan utföras är:
- Svarv, där borret står still medan arbetsstycket sätts fast i en roterande chuck.
- Fräsmaskin, där arbetsstycket är fastspänt och borret vanligen är monterat i chuck eller med morsekona i frässpindeln.
- Radialborrmaskin, som kan användas vid borrning av större arbetsstycken, är baserad på en pelare förankrad i golvet med en arm som förflyttar borrspindeln i tre axlar. Med denna lösning får man en borrmaskin med stor räckvidd och med ett svivelmonterat borrhuvud blir flexibiliteten ännu högre.
- Arborrning, en teknik där arbetsstycket sitter still och borrning sker med inställbara verktyg. En slags inverterad svarvning, som klarar precisionshåltagning i stora arbetsstycken. Bearbetningen sker horisontellt.

## Med eller utan sladd
Det finns numera populära batteridrivna maskiner med god verkningsgrad då man prioriterar flexibilitet och tillgänglighet. Elektriska sladdlösa borrmaskiner finns med olika drivspänningar vilket påverkar batteriets laddningsbehov och maskinens vridmoment.
Av praktiska skäl och då batterierna normalt har kortare livslängd än borrmaskinen kan det vara en god idé att anskaffa utbytesbatteri, så man inte står utan kraft när den som bäst behövs.
Ska det borras flera och/eller djupa hål med större diameter är det nätanslutna elektriskt drivna maskiner som dominerar.

## Slagborrmaskin
Slaghammarmaskinen  (slagborr) är en variant av den rotativa borrmaskinen som förutom vanlig borrning kan förstärka effekten genom att borret pulserar axiellt (slag eller hammarläge). På kombinationsmaskiner kan hammarfunktionen väljas till när man ska borra i hårda kortspåniga material som exempelvis sten, kakel, tegel och betong. Det finns även renodlade slagborrmaskiner, med pneumatiskt slagverk, som enbart är avsedda för till exempel borrning i betong. De finns numer även i batterivarianter. Vid slagborrning måste borr med förstärkta skärhuvuden användas. Förstärkningen görs normalt med olika typer av hårdmetall.

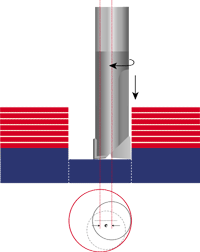
Orbitalborrning genom flera lager

## Orbitalborrning
Orbitalborrning är en borrteknik för att effektivt borra med hög kvalitet i svårbearbetade material såsom titan och komposit (CFRP).
Vid orbitalborrning roterar skärverktyget runt sin egen axel som vid konventionell borrning, men dessutom flyttas verktyget åt sidan från hålcentrum (ett så kallat Offset eller utlänkning). Verktyget roterar (orbiterar) sedan runt hålcentrum med utlänkningens radie samtidigt som det förs genom materialet. Hålets diameter blir då verktygets diameter plus utlänkningen. Utlänkningen kan ändras dynamiskt under borrningen så att hål med olika diameter och former kan borras med samma verktyg. De främsta fördelarna är gradfria hål i metall och delamineringsfria hål i komposit.
Orbitalborrningstekniken togs fram som ett forskningsprojekt mellan SAAB Aerospace och KTH och som sedan vidareutvecklats av en av uppfinnarna, Ingvar Eriksson, i företaget Novator .